# Animals (pel·lícula de 2017)
Animals (originalment en alemany, Tiere) és una pel·lícula de misteri del 2017. Dirigida per Greg Zglinski, es tracta d'una producció austríaca, suïssa i polonesa. S'ha subtitulat al català.

## Sinopsi
Una col·lisió amb una ovella en una carretera rural de Suïssa inicia una sèrie d'experiències estranyes i inquietants per a la parella austríaca formada per Anna i Nick.

## Repartiment
- Birgit Minichmayr - Anna
- Philipp Hochmair - Nick
- Mona Petri - Mischa
- Mehdi Nebbou - Tarek
- Michael Ostrowski - Harald